# Watsonia rogersii
Watsonia rogersii är en irisväxtart som beskrevs av Harriet Margaret Louisa Bolus. Watsonia rogersii ingår i släktet Watsonia och familjen irisväxter. Inga underarter finns listade i Catalogue of Life.